# 藤井寺市立藤井寺南小学校
藤井寺市立藤井寺南小学校（ふじいでらしりつ ふじいでらみなみしょうがっこう）は、大阪府藤井寺市藤井寺3丁目にある公立小学校。

## 沿革
- 1960年（昭和35年）4月1日 - 美陵町立藤井寺南小学校として開校。
- 1966年（昭和41年）11月1日 - 市制施行に伴い、藤井寺市立藤井寺南小学校と改称。

## 通学区域
- 西古室2丁目、さくら町、陵南町、藤井寺3丁目、藤ヶ丘1丁目～4丁目、野中1丁目～5丁目、青山1丁目～3丁目[1]

※卒業後は基本的に藤井寺市立藤井寺中学校に進学する。